# Austrian Composers Association

Logo des ÖKB

Die Austrian Composers Association –  Vereinigung Österreichischer Komponistinnen und Komponisten (ACOM), vormals Österreichischer Komponistenbund (ÖKB) ist ein Verein mit Sitz in Wien und regionalen Sektionen in vier Bundesländern, der sich „die Interessenvertretung in Österreich lebender und wirkender Komponistinnen und Komponisten aller musikalischen Stilrichtungen und Genres“ zur Aufgabe gemacht hat. Die Vereinigung wurde 1913 gegründet und ist damit die älteste Interessenvertretung österreichischer Komponisten. Nach wechselhafter Geschichte und zeitweiliger Auflösung (1938, Wiedergründung 1947) gliedert er sich seit längerem in die Arbeitskreise E-Musik und U-Musik. Zwar relativieren die heutige Angewandte Musik und neue Musikformen wie Crossover oder Modern Jazz diese Gliederung, sie wird jedoch aus praktischen Gründen noch beibehalten.
Anfang 2021 waren auf der Website des Vereins 688 Mitglieder namentlich ausgewiesen, davon etwa gleich viele in den beiden umfangreichsten Gruppen, der E- und U-Musik.
Ordentliche Mitglieder können alle österreichischen oder in Österreich lebenden Komponisten, Musiker, Musikpädagogen oder Musikwissenschafter werden, die sich um die zeitgenössische Musik bemühen, unabhängig von Musikrichtung oder Stilistik.

## Vorgeschichte
Die konstituierende Versammlung des „Österreichischen Komponisten-Clubs“ am 14. Juni 1913 bezweckte nicht nur einen losen Zusammenschluss von Künstlern, sondern durchaus kämpferische Aktionen zur Durchsetzung ureigenster Anliegen des Komponistenstandes. Denn die Ende 1897 gegründete AKM – Gesellschaft der Autoren, Komponisten und Musikverleger – die bis heute unter anderem die finanzielle Abwicklung von Urheberrechten besorgt, war den Komponisten zu wenig spezifisch. Die seit 1899 in loser Folge erscheinenden „Mittheilungen“ der AKM konnte zu künstlerischen Kontakten wenig beitragen, was schon 1905 den Komponisten Johann Peter Gotthard (Pázdirek) nach der VIII. Generalversammlung der AKM veranlasste, die Gründung eines Klubs zu beantragen, „in dem die Mitglieder aller Kurien zwanglos sich einfinden könnten, um einander näher zu treten, Ideen auszutauschen, die Möglichkeit zu haben, ihre Werke .. vorzutragen oder durch mitgebrachte Gäste vortragen zu lassen ...“ So könne man auch Begabungen erkennen, reifende Gedanken in dichterischer und musikalischer Ausführung entfalten und Kontakte zu den Musikverlegern erleichtern. Die Direktion der AKM bat alle Mitglieder, sich zu dieser Anregung zu äußern, doch war der Widerhall trotz der Bekanntheit von Gotthard zu gering.

## Gründung des Komponistenbundes
Im März 1913 wurde die Idee wieder aufgegriffen, aber nicht im umfassenden Sinn Gotthards, sondern nur für die Komponisten. Kapellmeister Wilhelm August Jurek (1870–1934) stellte bei einer Versammlung der AKM-Komponistenkurie den Antrag, es möge „zur Förderung gemeinsamster Interessen ein Komponistenverein gegründet werden“, was nun auf große Zustimmung stieß. Schon am 14. Juni fand in der Wohnung von Philipp Silber in Wien IX die konstituierende Versammlung des „Oesterreichischen Komponisten-Clubs“ statt. In den Vorstand wurde viel Prominenz gewählt: Als Präsident Eduard Kremser (1838–1914, AKM-Vizepräsident und Chormeister des Wiener Männergesangvereines); Vizepräsidenten wurden der Hofballmusikdirektor Carl Michael Ziehrer (Vorstandsmitglied der AKM) und Philipp Silber, Mitglied des AKM-Schiedsgerichtes. Als Schriftführer fungierten Elias Samet (Repartierungs- und Orchesterdirigenten-Kommission der AKM) und Robert Sturm, als 1. Kassier der Initiator des Clubs, Wilhelm August Jurek. Weitere Vorstandsmitglieder waren Wilhelm Bednarz, Ludwig Gruber, Andre Hummer, Ludwig Prechtl, Joseph Roscher, Silvester Schieder und die Revisoren Franz Chorherr, Richard Fronz und Heinrich Herlinger; von ihnen waren Bednarz, Hummer, Chorherr und Herlinger bereits Mitglieder diverser AKM-Kommissionen.
Die 2. Generalversammlung des „Komponisten-Clubs“ wählte ferner Franz Paul Fiebrich, Theobald Kretschmann und Josef Teutscher, die 3. Generalversammlung den Operettenkomponisten  Heinrich Reinhardt zum Nachfolger des 1914 verstorbenen Eduard Kremser. Bernhard Kaempfner und Viktor Keldorfer kamen in den Vorstand, der Sitz des Clubs wurde nach Wien IV, Schönbrunner Straße 1 übersiedelt. Über die folgende Zeit gibt es wegen der beginnenden Kriegswirren aber kaum Berichte. In der 4. Generalversammlung (1916) löste Franz Lehár Philipp Silber als Vizepräsident ab, in den Vorstand kamen Edmund Eysler, Johann Wilhelm Ganglberger und Richard Hunyaczek in den Vorstand. Eine außerordentliche Generalversammlung sechs Tage später beschloss, den Verein in „Österreichischen Komponistenbund“ umzubenennen. Dieser hatte ein Jahr später 170 „wirklich ausübende“ Mitglieder und verlegte sein Sitz nun ins Zentrum der Metropole nach Wien I, Kaiser-Wilhelm-Ring 2. Neue Vorstandsmitglieder waren Karl Haupt und Rudolf Glickh.

## Weitere Entwicklung
Von den ersten Nachkriegsjahren ist nicht viel bekannt, doch folgte bald ein merklicher Aufschwung. Als 1922 der Vorsitzende Heinrich Reinhardt und auch der 1. Vizepräsident Carl Michael Ziehrer starben, folgte Charles Weinberger als Präsident und Militärkapellmeister Anton Mader als Schriftführer. Die 6. Generalversammlung Ende 1925 stellte fest, dass durch die Kriegsfolgen der Komponistenbund nicht jene Tätigkeit entfalten konnte, die „im Interesse aller österreichischen Komponisten ernster und heiterer Richtung unbedingt nötig“ sei. Eingehend wurden Maßnahmen beraten, um „das Los jener besser zu gestalten, die für ihre geistige Arbeit geringe ideelle und noch geringere materielle Anerkennung ernten“. Zum Präsidenten wählte man Hofrat Rudolf Sieczyński (Vorstandsmitglied der AKM), zu Vizepräsidenten Elias Samet und Johann Wilhelm Ganglberger, zum Schriftführer Bernhard Kaempfner und zum Kassier Anton Mader. Weitere Vorstandsmitglieder waren die Kapellmeister Wilhelm Bednarz, Vinzenz Prax und Silvester Schieder sowie die Komponisten Franz Paul Fiebrich, Karl Maria Jäger, Wilhelm August Jurek, Ludwig Prechtl, Ludwig Rochlitzer und Josef Roscher. Man mietete sich im Österreichischen Musikerverband (Wien VI, Garbergasse 5) ein, veröffentlichte Vereinsnachrichten in den „Mitteilungen der Gesellschaft der Autoren, Komponisten und Musikverleger“, die ab 1926 wieder regelmäßig erschienen und auch offizielles Organ des ÖKB wurden, und warb viele neue Mitglieder. Ein Ansuchen an die Generaldirektion der RAVAG schlug ständige Kontakte bezüglich der Programmgestaltung vor. Der Komponistenbund wolle nämlich „von Zeit zu Zeit als Veranstaltungen des Bundes in geschlossenem Programm ‚österreichische Komponistenabende‘ mit Werken lebender Komponisten senden“ – und hatte damit Erfolg. Die Radiogesellschaft erklärte sich zu solchen Abenden bereit, deren Programme Sieczyński im Einvernehmen mit dem RAVAG-Musikdirektor Max Ast zusammenstellen sollte.
Der erste Sendeabend am 13. Februar 1926 brachte unter dem Titel „Wiener Weisen“ Werke von Drescher, Karl Gruber, Franz Paul Fiebrich, Ludwig Prechtl, Wilhelm August Jurek, Theodor Franz Schild, Josef Roscher, Rudolf Kronegger, Rudolf Sieczyński, Ernst Arnold und Max Limbeck-Lilienau, der zweite Abend „Chansons und Kabarettlieder“ schon am 23. Februar brachte Kompositionen von Ralph Benatzky, Willy Engel-Berger, Isy Geiger, Béla Laszky und Robert Stolz. Weitere Sendungen folgten, doch ohne Konzerte „ernster“ Musik, weil die RAVAG solche Werke ohnehin „in eigenen geschlossenen Abenden bzw. in Konzerten eingestreut sendet“ und diesbezügliche Vorschläge des ÖKB häufig berücksichtige.
Die Generalversammlung vom 28. Oktober 1926 brachte internen Umschichtungen, neue Vorstandsmitglieder (Max Baron Limbeck-Lilienau und Franz Neubacher) und ein „Propaganda-Komitee des ÖKB“. Dessen Obmann Hofrat Richard Glück schrieb unverzüglich an die RAVAG zwecks Wiederaufnahme der Komponistenabende und stärkerer Berücksichtigung zeitgenössischer österreichischer Musik im Rundfunk und verwies auf den Bildungsauftrag einer Sendegesellschaft. Man forderte weiters, dass dem Propagandakomitee „die zur Sicherung einer einwandfreien Interpretation wünschenswerte Einflußnahme auf die Auswahl der mitwirkenden Künstler gesichert werde“, und ersuchte um baldige Besprechung mit der Musikdirektion. Für die Rundfunk-Konzerte wollte man sogar ein eigenes Orchester („französische Besetzung“) gründen und ersuchte alle Mitglieder, die Streich-, Blech-, Holz- oder Schlaginstrumente oder Klavier in entsprechender Weise beherrschen, sich bei Kapellmeister Richard Grünfeld zu melden.
Auch diesem Brief war voller Erfolg beschieden. Es wurde die allmonatliche Sendung eines abends zugesagt, dessen Programm das Propagandakomitee des ÖKB zusammenstellte. Nach einem „volkstümlichen Konzert“ im März 1927 gab es im April den ersten Abend „ernste Musik“ Musik mit Werken von Erich Wolfgang Korngold, Egon Wellesz, Josef Rinaldini, Franz Neubacher und Carl Lafite. Doch organisatorische Schwierigkeiten veranlassten die RAVAG, „von der Sendung selbständiger Konzerte abzusehen“. Der ÖKB solle Werke seiner Mitglieder sammeln bzw. sichten und diese der RAVAG zur Aufnahme in verschiedene Sendungen übermitteln. Der ÖKB stimmte zu, wenn so die Sendung einer größeren Anzahl eingereichter Kompositionen als bisher gewährleistet sei.
Die Vertragspartner gründeten eine „Musikkommission“, der namhafte Komponisten angehörten: unter anderem Alban Berg, Hans Gál, Johann Wilhelm Ganglberger, Paul von Klenau, Carl Lafite, Ludwig Rochlitzer und Silvester Schieder. Skeptischen Mitgliedern wurde versichert, das Propagandakomitee werde in Evidenz halten, ob, wann und wie die übermittelten Werke gesendet würden.

## Präsidenten
- Eduard Kremser (1913–1914)
- Heinrich Reinhardt (1914–1922)
- Charles Weinberger (1922–1925)
- Rudolf Sieczyński (1925–1930)
- Rudolf Sieczyński (1930–1938, U-Musik)
- Joseph Marx (1930–1938, E-Musik)
- Zwangsauflösung (1938–1945)
- Rudolf Sieczyński (1947–1949, U-Musik)
- Joseph Marx (1947–1949, E-Musik)
- Joseph Marx (1949–1964)
- Robert Schollum (1965–1969)
- Kurt Rapf (1970–1983)
- Robert Schollum (1983–1984)
- Rainer Bischof (1984–1986)
- Thomas Christian David (1986–1988)
- Gerhard Track (1988–1992)
- Heinrich Gattermeyer (1992–2001)
- Dieter Kaufmann (2001–2004)
- Klaus Ager (2004–2014)
- Alexander Kukelka (2014–2020)
- Johannes Kretz (April 2020 – Juni 2020)
- Harald Hanisch (Juni 2020 – November 2023)[4][5]
- Peter Legat (seit November 2023)[5]